# Anta de Agualva
Anta de Agualva ou Anta do Carrascal é um monumento megalítico da pré-história do tipo dólmen com corredor, datado de 3000 a.C., situado na Quinta do Carrascal (Bairro da Anta), em Agualva, no município de Sintra.

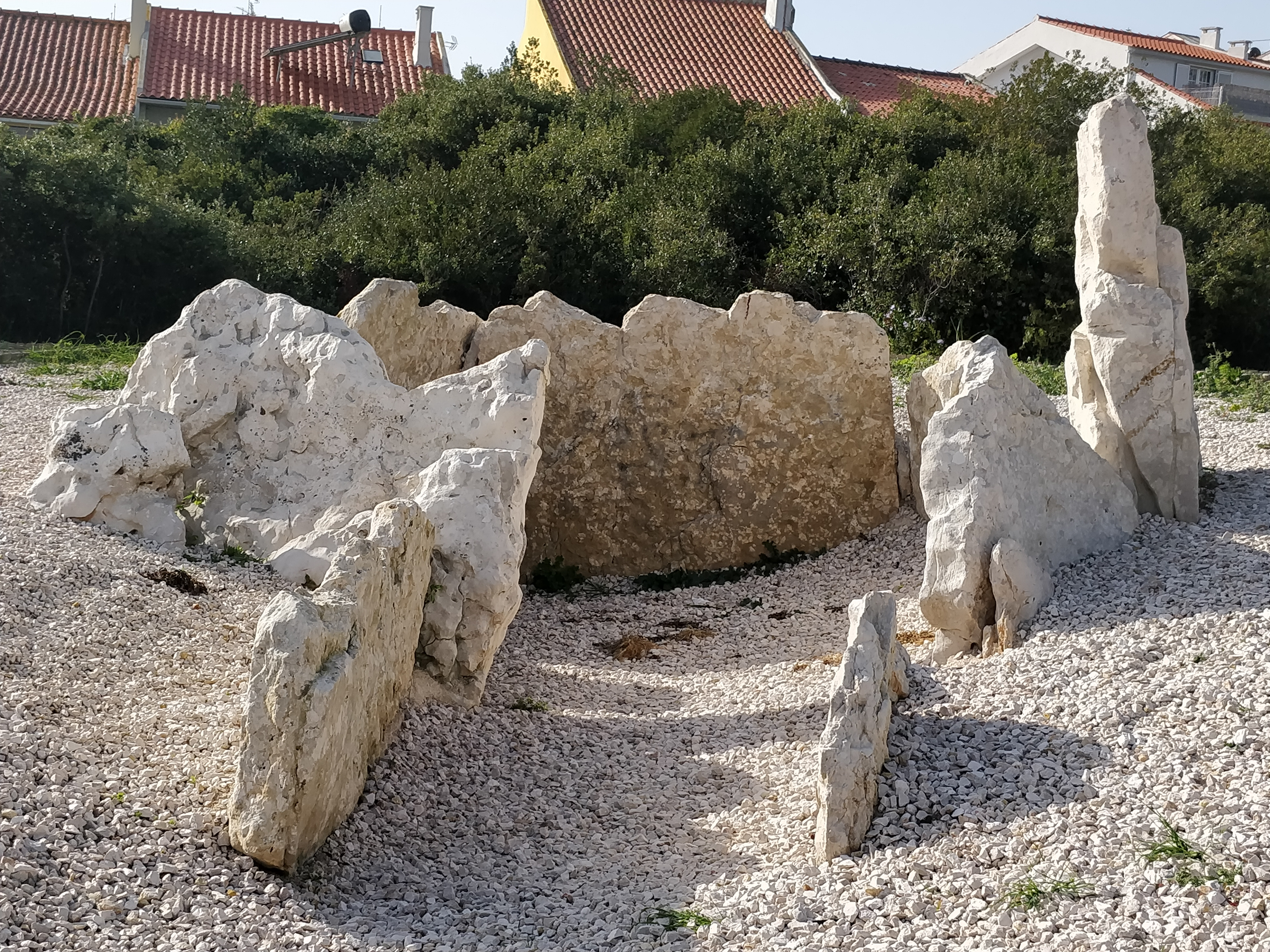

Trata-se de Monumento Nacional com classificação proposta pelo IPPAR e aprovada em 16 de Junho de 1910.